# Radboud d'Utrecht
Radboud d'Utrecht (circa 850 - Ootmarsum, 29 de novembre de 917) fou bisbe d'Utrecht a partir del 900 fins a 917. És un sant catòlic neerlandès, la seva festa se celebra el dia 29 de novembre.

## Biografia
Fou un descendent de l'últim rei dels frisons, Radbod (mort el 719). Va passar la seva joventut amb el seu oncle Gunther, arquebisbe de Colònia. Després d'això, va estar en la cort de Carles el Calb. Quan va ser nomenat bisbe d'Utrecht, l'any 900, la ciutat era en ruïnes després d'haver patit un gran nombre d'atacs pels normands-vikings. A l'igual dels seus predecessors, la seva seu fou establerta a Deventer.
Als Països Baixos, Radboud és el patró de la recerca científica catòlica.
A la ciutat de Nijmegen, dels Països Baixos, portan el seu nom la Universitat Radboud de Nijmenen i el Centre Mèdic Universitari Radbou, pertanyent aquesta última part a la facultat de medicina de la universitat.